# Orfej in Evridika (opera)
Orfej in Evridika (ital. Orfeo ed Euridice) je opera v treh dejanjih C. W. Glucka. Libreto je spisal Italijan iz Livorna Ranieri di Calzabigi. Krstna predstava je bila 5. oktobra 1762 na Dunaju.
Potem ko je Gluck napisal že 36 opernih del, se je lotil komponiranje Orfeja in Evridike, opere, ki je reformirala do tedaj vladajočo renesančno glasbeno dramatsko smer in kot najstarejša glasbena drama ostala na sporedu gledališč do danes. Glavni zunanji znak novega stila je bil predvsem recitativ, ki se je iz starega secco-recitativa razvil v melodičnega, kot ga je pač terjala pravilna miselna spremljava. Opazna je tudi želja po preobrazbi tedanjih libretov, ki naj bi bili čim preprostejši. Strah pred vsakim močnejšim izrazom in brezkrvna idealizacija oseb naj bi se umaknila pravim osebam in resničnim strastem (npr. Orfej je pevec in ljubeči mož). 
Na krstni predstavi je libretist izvedbo sam zrežiral, komponist je dirigiral, baletni mojster Angiolini je napisal koreografijo. Občinstvo je sprva sprejelo opero dokaj hladno, šele sčasoma sta novi stil in lepota glasbe našla odobravanje in razumevanje. Partijo Orfeja je v prvi zasedbi pel moški, tisti čas slavni kastrat Guadagni. Ko je dvanajst let pozneje 22. avgusta 1774 Gluck delo predelal za uprizoritev v Parizu, je moral Orfejevo vlogo — ker pariška Opera ni imela kastrata — prirediti za tenorja. Tudi pri berlinski izvedbi leta 1808 je Orfeja pel tenor, pozneje pa so se izvajalci vedno bolj vračali k prvotni, t. i. dunajski obliki ter so si pomagali tako, da so partijo Orfeja zasedli z žensko pevko.
Najbolj znan odlomek iz opere je arija Orfeja iz tretjega dejanja Che farò senza Euridice.
Opera je bila nekajkrat uprizorjena tudi na odru ljubljanske Opere (leta 1942, 1967 in 2014).

## Osebe
- Orfej - alt
- Evridika - sopran
- Eros - sopran
- Pastirji, furije, duhovi, Orfejevo in Erosovo spremstvo.

## Vsebina

### Prvo dejanje
Orfej sedi ves skrušen ob Evridikinem grobu. Nimfe in pastirci krasijo gomilo s cvetjem, prepevajo v žalostnih zborih in s svečanimi obredi časte spomin prezgodaj umrle Evridike. Orfej jih zaprosi, naj ga pustijo samega. Iz srca mu nato privre na dan iskrena bolečina: vse više in više povzdiguje nesrečni soprog svoj glas k olimpijskim bogovom, roteč jih, naj mu povrnejo ljubljeno ženo. Če mu sami od sebe ne izpolnijo želje, sklene oditi v podzemlje in jo ugrabiti iz rok smrti. V tem se mu prikaže Eros s sporočilom, da je Zevsa ganila njegova bridkost in mu dovoli stopiti do bregov reke Lethe. Če se mu posreči s čarom svoje pesmi pridobiti podzemeljske bogove na svojo stran, naj Evridiki vnovič zasine luč življenja. Vendar pa ne sme soprogi nakloniti pogleda, dokler ne bosta preko Stiksa, sicer bo za vedno zapadla oblasti smrtnih senc. Orfej vse obljubi, saj brez Evridike ne more živeti.

### Drugo dejanje
Orfej se poda v podzemeljski svet z vsemi njegovimi grozovitostmi in strahotami. Furije in pošasti, vešče in smrtne sence plešejo svoj divji raj. Kjer se oglasi Orfejeva lira, vse prisluhne njenim čarobnim glasom. Z mehko in pretresljivo pesmijo se vije soprogova prošnja k duhovom, naj se usmilijo njegove bolečine. Ti ga pa zavrnejo, vendar pa njihov odpor bolj in bolj mineva in se vdaja sladkim zvokom. Orfej se premuzne skozi množico premaganih duhov in stopi v Elizij. Pred njegovimi očmi se razgrne nebeško lepa pokrajina, polna najprelestnejših krasot, in blaženi duhovi se zibljejo v radostnih ritmih ter uživajo sladkost nebeške sreče. Vse sije od veselja in zadovoljstva, le Orfej je mrk. Povabijo ga, naj prestopi prag kraljestva nebeških duhov. Žalosten je tako dolgo, dokler poveličane žene in junaki v slavnostnem zboru ne privedejo predenj ljubljene Evridike.neja

### Tretje dejanje
Oba zakonca se vračata po labirintsko zaviti poti iz podzemlja. Orfej vodi Evridiko za roko, ker je pa ne pogleda, niti ne objame, vzbudi njegovo čudno vedenje v nji zlo slutnjo in dvom v njegovo ljubezen. V njenem obupu se ji izvije iz prsi tožba, čemu ji je bilo zaradi takega razočaranja sploh dano vstati od mrtvih, in v solzah in krču zavoljo srčne bolečine jo popade slabost. Orfej se v skrbeh ljubeče obrne k njej in jo misli prestreči, kar se mu spet mrtva zgrudi v objem. V svojem pekočem obupu si hoče Orfej še sam vzeti življenje, ko se še enkrat pokaže pred njim Eros, mu iztrga bodalo iz rok in mu končno vrne družico. Scena se spremeni v Erosovo svetišče: pastirci in pastirice pridejo od vsepovsod, da bi proslavili Evridikino vrnitev. Prizorišče napolni vesela zahvalna pesem. 

## Glasbeni primer
- Janet Baker sings "Che farò senza Euridice" from Gluck's 'Orfeo ed Euridice' - Arija Orfeja